# Lot 10 (Kuala Lumpur)
Pour les articles homonymes, voir Lot 10.
Lot 10 est un centre commercial de Kuala Lumpur, en Malaisie. Il est situé dans le quartier de Bukit Bintang.
Le 27 octobre 2016, le grand magasin japonais Isetan s'y est installé.